# Вежливцев, Иван Дмитриевич
Иван Дмитриевич Вежливцев (14 марта 1909, дер. Власьевская, Вологодская губерния — 20 августа 1957, Архангельская область) — старшина Красной Армии, участник советско-финской и Великой Отечественной войн. Герой Советского Союза (1942), лейтенант запаса.

## Биография
Родился 14 марта 1909 года в деревне Власьевская (ныне — Верхнетоемский район Архангельской области) в семье крестьянина.
Окончил пять классов школы, после чего работал лесорубом в колхозе.
В 1931—1933 годах проходил службу в Рабоче-крестьянской Красной Армии. В 1939 году повторно был призван в армию, служил в дивизионе судов морской пограничной охраны Мурманского округа. Принимал участие в советско-финской войне. В 1940 году был демобилизован.
С началом Великой Отечественной войны в третий раз призван на службу. С августа 1941 года — в действующей армии. Первоначально был разведчиком, затем снайпером отдельной разведроты 1-й стрелковой дивизии войск НКВД 8-й армии Ленинградского фронта. Являлся одним из организаторов снайперского движения на всем фронте.
Принимал участие в боях под Ленинградом в 1941 году. Во время боёв в районе Малой Дубровки его посчитали погибшим и отправили на родину «похоронку», но через восемь дней он вернулся в расположение своей части. Как снайпера его отличала способность даже навскидку попасть в цель. За период с ноября 1941 года по январь 1942 года снайперским огнём уничтожил 134 вражеских солдата и офицера.
Указом Президиума Верховного Совета СССР от 6 февраля 1942 года за «образцовое выполнение боевых заданий командования на фронте борьбы с немецкими захватчиками и проявленные при этом мужество и героизм» старшина Иван Дмитриевич Вежливцев был удостоен звания Героя Советского Союза с вручением ордена Ленина и медали «Золотая Звезда» за номером 635.
Войну закончил в звании лейтенанта. В 1946 году уволен в запас. Вернулся на родину, работал председателем колхоза «Восход», затем директором маслозавода.
Трагически погиб 20 августа 1957 года. Похоронен на кладбище села Вознесенское Верхнетоемского района.
Был также награждён рядом медалей.

## Память
- В честь Вежливцева названа улица в Верхней Тойме.